# Süsel
Süsel település Németországban, Schleswig-Holstein tartományban. Lakosainak száma 5083 fő (2023. december 31.).

## Népesség
A település népességének változása:
| Lakosok száma | 3968 | 5052 | 5035 | 5080 | 5063 | 5083 |
|               | 1975 | 2017 | 2019 | 2021 | 2022 | 2023 |